# Rombiikozidodekaedrski graf
Rombiikozidodekaedrski graf je v teoriji grafov poliedrski graf – graf oglišč in robov rombiikozidodekaedra. Ima 60 točk, ki odgovarjajo ogliščem telesa, in 120 povezav, ki odgovarjajo robovom. Je kvartični arhimedski graf.:269
| 3-tera simetrija | 4-tera simetrija |